# Luka (stripreeks)
Luka is een Belgisch-Franse stripreeks die begonnen is in oktober 1996 met Denis Lapière als schrijver en Gilles Mezzomo als tekenaar.

## Albums
Alle albums zijn geschreven door Denis Lapière, getekend door Gilles Mezzomo en uitgegeven door Dupuis.
| Nummer | Titel                             |
| ------ | --------------------------------- |
| 1      | Alles is een vrouwengeschiedenis  |
| 2      | Angst is de kleur van de dood     |
| 3      | En ik haat...                     |
| 4      | Verknalde levens, verloren zielen |
| 5      | Een kogel in het hoofd            |
| 6      | Eén zwaluw maakt nog geen zomer   |
| 7      | De vloedgolf                      |
| 8      | De strategie van de krab          |
| 9      | Voetbal is oorlog                 |
| 10     | Defensiegeheim                    |